# Patrick Cabanel
Pour les articles homonymes, voir Cabanel.
Cet article possède un paronyme, voir Patrice Cabanel.
Patrick Cabanel, né le 22 février 1961 à Alès, est un historien français, directeur d'études à l'École pratique des hautes études, titulaire de la chaire Histoire et sociologie des protestantismes. Ses travaux portent principalement sur l’histoire des minorités religieuses, de la construction de la République laïque et des résistances à la Shoah.

## Parcours universitaire
Ancien élève du lycée Alphonse-Daudet et de l'École normale supérieure, agrégé d'histoire, Patrick Cabanel est professeur d'histoire contemporaine à l'université Toulouse-Jean-Jaurès de 1999 à 2015, et membre junior de l'Institut universitaire de France (2000-2005). Il est, depuis 2015, directeur d'études à l'École pratique des hautes études et membre du Groupe Sociétés, Religions, Laïcités (CNRS-EPHE, Paris). Il est professeur invité dans le master Interkulturelle Studien de l'université de Fribourg-en-Brisgau. En 2014, il est invité pour deux mois par la Maison de l'histoire de l'Université de Genève.

## Travaux de recherche
Après une thèse sur l'histoire du recrutement des vocations sacerdotales et religieuses en Lozère, intitulée Les cadets de Dieu : familles, migrations et vocations religieuses en Gévaudan fin XVIIe-fin XXe siècles dirigée par Philippe Joutard (1991), il consacre son mémoire d'habilitation universitaire aux rapports entre le protestantisme, la République et la laïcité dans les années 1860-1910, Le Dieu de la République. Aux sources protestantes de la laïcité (2003). Il continue à travailler sur l'histoire du catholicisme, en publiant notamment les actes d'un colloque organisé à Lyon avec Jean-Dominique Durand (Le grand exil des congrégations religieuses françaises, 1901-1914, en 2005) et un volume de lettres tirées des archives de ces congrégations, Lettres d'exil 1901-1909. Les congrégations françaises dans le monde après les lois laïques de 1901 et 1904 (2008). Ses travaux se développent par la suite dans trois directions principales.
Historien des pratiques et des cultures scolaires, il consacre des ouvrages au certificat d'études et aux manuels de lecture bâtis sur le modèle du Tour de la France par deux enfants : son enquête englobe notamment l'Italie (Cuore et les manuels de Collodi), l'Espagne, la Suisse, la Suède (Le Merveilleux Voyage de Nils Holgersson à travers la Suède). Il édite également les actes d'un colloque sur les écoles françaises en Méditerranée dans la première moitié du XXe siècle, Une France en Méditerranée. École, langue et culture françaises, XIXe – XXe siècles (2006).
Un deuxième pan de ses travaux porte sur la construction, les valeurs et les pratiques de la République laïque, à laquelle il consacre, outre Le Dieu de la République, Entre religions et laïcité. La voie française, des lexiques (Les mots de la religion, Les mots de la laïcité, 1905. La séparation des Églises et de l'État), une anthologie de textes de Félix Pécaut, un proche de Jules Ferry (Quinze ans d'éducation). En 2016, Il publie un ouvrage intitulé Ferdinand Buisson. Père de l'école laïque.
Il est surtout un historien des minorités religieuses (protestants et juifs) dans la France moderne et contemporaine. Il publie deux synthèses, l'une d'histoire politique (Les protestants et la République, de 1870 à nos jours (2000), l'autre s'efforçant de proposer une pesée globale du destin des protestants dans l'histoire nationale, de la Réformation à nos jours, Histoire des protestants en France (XVIe – XXIe siècle) (2012).
Il co-dirige avec André Encrevé un Dictionnaire biographique des protestants français de 1787 à nos jours qui comptera 4 tomes (environ 5 000 notices) ; le premier tome, lettres A à C, est paru en janvier 2015, le deuxième, lettre D à G, est paru en 2020 et le troisième tome H-L est paru en 2022. Après avoir coédité les actes du colloque Un modèle d'intégration. Juifs et israélites en France et en Europe, il publie plusieurs enquêtes sur le sauvetage des juifs dans la France des années 1940, dont une Histoire des Justes en France (2012) et a également interrogé la notion de « résistance spirituelle » (Résister. Voix protestantes, 2012). En 2004, il a consacré un ouvrage aux « affinités électives » entre les minorités huguenotes et juives, du XVIe siècle à nos jours.

## Responsabilités institutionnelles et associatives
Conservateur du musée du protestantisme de Ferrières (Tarn), il est aussi membre du comité de la Société de l'histoire du protestantisme français, membre du Conseil scientifique du musée international de la Réforme de Genève, et président du Club cévenol.

## Publications

### En tant qu'auteur
- Les Protestants et la République, de 1870 à nos jours, Complexe, 2000.
- Les Mots de la religion dans l'Europe contemporaine, Presses universitaires du Mirail, 2001.
- Trames religieuses et paysages culturels dans l'Europe du XIXe siècle, Seli Arslan, 2002.
- La République du certificat d'études. Histoire et anthropologie d'un examen, Belin, 2002.
- Le Dieu de la République (1860-1900), Presses universitaires de Rennes, 2003.
- Les Mots de la laïcité, Presses universitaires du Mirail, 2004.
- Juifs et protestants en France, les affinités électives : XVIe – XXIe siècle, Fayard, 2004.
- 1905. La Séparation des Églises et de l'État, Geste Éditions, coll. « 30 questions », 2005.
- Cévennes. Un jardin d’Israël, Cahors, La Louve éditions, 2e éd., 2006.
- La Tour de Constance et Le Chambon-sur-Lignon. L'oubli et le royaume, Cahors, La Louve éditions, 2007.
- Entre religions et laïcité. La voie française, XIXe – XXIe siècles, Privat, 2007.
- Le Tour de la nation par des enfants. Romans scolaires et espaces nationaux, XIXe – XXIe siècles, Belin, 2007.
- Voyage en religions. Histoire des lieux de culte en Languedoc et Roussillon, Nouvelles Presses du Languedoc, 2007.
- Chère mademoiselle… Alice Ferrières et les enfants cachés de Murat, Calmann-Lévy, 2010
- Histoire des Justes en France, Armand Colin, 2012
- Résister. Voix protestantes, Alcide, 2012
- Histoire des protestants en France, Fayard, 2012
- De la paix aux résistances. Les protestants en France 1930-1945, Fayard, 2015,  (ISBN 2213685762)
- La Question nationale au XIXe siècle, La Découverte, coll. « Repères », éd. 2015 [1997].
- Ferdinand Buisson. Père de l'école laïque, Labor et Fides, 2016
- Le Protestantisme français, la belle histoire XVIe – XXIe siècle, Alcide, 2017
- Alexis Muston Journal (1825-1850), Grenoble, PUG, coll. « La Pierre et l'écrit », 2018
- Nous devions le faire, nous l’avons fait, c’est tout. Cévennes, l’histoire d’une terre de refuge, 1940-1944, Alcide, 2018,  (ISBN 978-2375910306)
- 1942. Mgr Saliège, une voix contre la déportation des juifs, Portet-sur-Garonne, Éditions Midi-Pyrénéennes, 2018
- Histoire des Cévennes, PUF, coll. « Que sais-je ? », no 3342 8e éd. 2019 [1998]  (ISBN 9782715400115).
- La Maison sur la montagne. Le Coteau fleuri, 1942-1945, Albin Michel, 2019, 257 p.
- Deux peintres du refuge : artistes juifs dans les Cévennes (1942-1944), Alcide, 2020  (ISBN 978-2-3759-1053-5).
- Évangéliser en France au XXe siècle : histoire de La Cause (1920-2020), Paris, La Cause, 2021  (ISBN 978-2-8765-7134-1).
- Alexis Muston : le Michelet des Alpes, Maisons-Laffitte, Ampelos, 2021  (ISBN 978-2-3561-8207-4).
- Les Pommiers juifs du Pendedis, Alcide, 2021  (ISBN 978-2-3759-1071-9).
- La Fabrique des huguenots : une minorité entre histoire et mémoire (XVIIIe – XXIe siècle) (préf. Philippe Joutard), Labor et Fides, 2022  (ISBN 978-2-8309-1771-0).
- Enquête sur un roman : L'Épervier de Maheux (ill. Anne-Marie Piaulet), Barre-des-Cévennes, Le Bousquet-La Barthe, 2022  (ISBN 979-1-0965-7323-3).
- L'École du peuple ? Histoire d'une hypocrisie sociale, Presses universitaires de Rennes, 2023  (ISBN 978-2-7535-9311-4).
- Le Droit de croire : la France et ses minorités religieuses (XVIe – XXIe siècles), Paris, Passés composés, 2024  (ISBN 979-1-0404-0037-0).
- La Fabrique d'un haut lieu : Le Chambon-sur-Lignon et le Plateau (XIXe – XXIe siècle), Le Cheylard, Dolmazon, 2024  (ISBN 978-2-9115-8487-9).

### En direction d'ouvrages
- Dire les Cévennes - Mille ans de témoignages, préface de Philippe Joutard, Presses du Languedoc/Club cévenol, 1994 lire en ligne sur Gallica [lire en ligne].
- La Tunisie mosaïque, diasporas, cosmopolitisme, archéologie de l’identité, avec Jacques Alexandropoulos, Presses universitaires du Mirail, 2000.
- Questions de démocratie, co-dirigé avec Jean-Marc Février, Presses universitaires du Mirail, 2000.
- Les Camisards et leur mémoire 1702-2002, avec Philippe Joutard, (colloque international), Presses du Languedoc, Sète 2002.  (ISBN 2-85998-269-8).
- La Seconde Guerre mondiale, des terres de refuge aux musées, avec Laurent Gervereau, Le Chambon-sur-Lignon, 2003.
- La Fabrique des nations. Figures de l'État-nation dans l'Europe du XIXe siècle, avec Michel Bertrand et Bertrand de Lafargue, Les Éditions de Paris, 2003.
- Un modèle d'intégration. Juifs et israélites en France et en Europe, XIXe – XXe siècles, avec Chantal Bordes-Benayoun, Berg International, 2004.
- Religions, pouvoir et violence, avec Michel Bertrand, Presses universitaires du Mirail, 2005.
- Le Grand Exil des congrégations religieuses françaises 1901-1914, avec Jean-Dominique Durand, éd. du Cerf, 2005.
- Cévennes, terre de refuge (1940-1944), avec Philippe Joutard et Jacques Poujol, 5e éd. Nouvelles Presses du Languedoc, 2012 [1987].
- Une France en Méditerranée. Écoles, langue et culture françaises XIXe – XXe siècles, Créaphis, 2006.
- Lettres d'exil 1901-1909. Les congrégations françaises dans le monde après les lois laïques de 1901 et 1904, Turnhout, Brepols, 2008.
- Le Siècle des excès, avec Patrice Touchard, Christine Bermond-Bousquet, Maxime Lefebvre, PUF, 7e éd., 2010.
- Histoire régionale de la Shoah, avec Jacques Fijalkow, Les Éditions de Paris, 2011.
- La montagne refuge - Accueil et sauvetage des juifs autour du Chambon-sur-Lignon, avec Philippe Joutard, Jacques Semelin, Annette Wieviorka, Albin Michel, 2013.
- Les Cévennes au XXIe siècle, une renaissance, Alcide, 2014.
- Dictionnaire biographique des protestants français de 1787 à nos jours, tome 1, A-C (2015), tome 2, D-G (2020), tome 3, H-L (2022), tome 4, M-Q (2024), avec André Encrevé, éditions de Paris/Max Chaleil,  (ISBN 978-2846211901).
- Croire, s’engager, chercher. Autour de Jean Baubérot, du protestantisme à la laïcité, avec Valentine Zuber et Raphaël Liogier, Turnhout, Brepols, 2016  (ISBN 978-2-503-56749-5).
- La Saga Bost. Une famille protestante (XVIIe – XXIe siècle), avec Laurent Gervereau, Genève, Labor et Fides, 2017  (ISBN 9782830916195).
- Protestantismes, convictions & engagements. Colloque international, historique & interreligieux, Olivétan, 2019  (ISBN 9782354794712)

## Distinctions
- 1988 : prix Pays-Protestants pour Cévennes, terre de refuge (1940-1944)[6].
- 2005 : Cabri d'or pour Cévennes, un jardin d'Israël.
- 2012 :
  - prix Philippe-Viannay pour l'Histoire des Justes en France[7],
  - chevalier de la Légion d'honneur[8].
- 2013 : prix Le-Dissez-de-Penanrun de l'Académie des sciences morales et politiques[9]